# Landschaftsschutzgebiet Obermöhne- / Almewald und Almer Quellgrund
Das Landschaftsschutzgebiet Obermöhne- / Almewald und Almer Quellgrund mit 3.042,88 ha Größe liegt nördlich und nordwestlich von Brilon. Das Gebiet wurde 2008 mit dem Landschaftsplan Briloner Hochfläche vom Kreistag des Hochsauerlandkreises als Landschaftsschutzgebiet (LSG) ausgewiesen. Der Bereich des LSG westlich der Bundesstraße 516 gehört zum Naturpark Arnsberger Wald.
Das LSG Obermöhne- / Almewald und Almer Quellgrund wurde als eines von vier Landschaftsschutzgebieten vom Typ A (Allgemeiner Landschaftsschutz) im Stadtgebiet Brilon ausgewiesen. Im Stadtgebiet gibt es auch 22 Landschaftsschutzgebiete vom Typ B (Ortsrandlage, Landschaftscharakter) und 53 Landschaftsschutzgebiete vom Typ C (Wiesentäler und bedeutsames Extensivgrünland) mit anderen Auflagen.

## Beschreibung
Beim Landschaftsschutzgebiet Obermöhne- / Almewald und Almer Quellgrund handelt es sich großteils um Wälder mit Fichten und Buchen. Das LSG ist fast siedlungsfrei bzw. gebäudefrei und nur wenige Straßen wie die B 480, B 516 und K 57 durchschneiden das Gebiet. Das Offenland wird meist als Grünland genutzt.
In den Waldbereichen sind zahlreiche Quellbereiche und Siepen als gesetzlich geschützte Biotope nach § 30 BNatSchG ausgewiesen. Im LSG befinden sich kulturhistorische Relikte von Bergbautätigkeit und auch Hohlwege.

## Schutzzweck
Das LSG wurde zur Erhaltung der Eigenart und Schönheit der Landschaft mit hohem Waldanteil, zur Sicherung der Leistungsfähigkeit des Naturhaushaltes vor Eingriffen, zur Erhaltung kulturhistorisch und landeskundlich interessanter Kleinstrukturen sowie zur Ergänzung der durch Ausweisung als Naturschutzgebiet strenger geschützten Bereiche des Naturraums als Pufferbereiche ausgewiesen.

## Rechtliche Vorschriften
Im LSG ist unter anderem das Errichten von Bauten verboten. Erstaufforstungen und auch die Neuanlage von Weihnachtsbaumkulturen, Schmuckreisig- und Baumschulkulturen unterliegen einer behördlichen Genehmigung der Unteren Naturschutzbehörde.